# Костин, Константин Николаевич
Константи́н Никола́евич Ко́стин (род. 17 сентября 1970, Пушкино, Московская область) — российский политтехнолог. Координатор экспертного совета партии «Единая Россия». Председатель правления Фонда развития гражданского общества. Действительный государственный советник Российской Федерации 1 класса (2011).
С сентября 2011 года до мая 2012 года — начальник управления Администрации Президента Российской Федерации по внутренней политике, одного из подразделений Администрации Президента Российской Федерации.

## Персона
По итогам 2008 и 2009 годов занимал второе место в топ-20 лучших политтехнологов России по версии «Общей газеты». По состоянию на июнь 2010 года делил с Геннадием Онищенко 90—91 места в рейтинге ста ведущих политиков России «Независимой газеты».
Бывший глава пиар-структур банка «Менатеп», управляющей компании РОСПРОМ, нефтяной компании ЮКОС, член совета директоров телеканала ОРТ, вице-президент массмедийного холдинга АФК «Система»
Принимал активное участие в нескольких президентских предвыборных кампаниях — в 1996 году (Бориса Ельцина), в 2000 и 2004 годах (Владимира Путина) и 2008 годов (Дмитрия Медведева). Считается «правой рукой» Владислава Суркова.

## Деятельность

### Журналистика
В 1995 году окончил факультет журналистики Московского государственного университета имени М. В. Ломоносова. С 1986 года публиковался и работал штатным корреспондентом в различных печатных СМИ. В 1990—1991 годах — корреспондент газеты «Коммерсантъ».

### «Менатеп»
С 1991 года работал в Агентстве рыночных коммуникаций «Метапресс», связанном с «Менатепом» Михаила Ходорковского. В 1991 году Константин Костин писал в журнале «Коммерсантъ» (в будущем — «Власть») о «Метапрессе»

Старт агентства по времени практически совпал с аккредитацией в СССР американской компании PBN, которая также предлагает PR-услуги (см. «Ъ» № 33 (83)). Однако, считают наблюдатели, сотрудничество с «Метапресс» может оказаться более привлекательным для отечественных бизнесменов: агентство принимает оплату в рублях и имеет, по некоторым сведениям, хорошие связи со средствами массовой информации.

Логотип агентства

С 1992 года Костин — исполнительный директор этого рекламного агентства, курирующий PR-вопросы. В сентябре того же года возглавил исполнительное бюро Российской ассоциации рекламодателей (РАР). В «Метапрессе» познакомился с Владиславом Сурковым.
С 1994 по 1997 год Костин занимал пост начальника управления рекламы банка «Менатеп», в 1997—1998 годах руководитель дирекции по СМИ этого банка. Супруга Ольга Костина в интервью журналу «Профиль» заявляла о работе Костина того времени:

Костя принимал участие в первых шагах рекламного бизнеса в России. Он разработал рекламный стиль банка «Менатеп», а также серию рекламных постеров для карточки Visa-«Менатеп».

В конце 1996 года Костин, находясь на посту вице-президента банка «Менатеп», в интересах этого банка вёл работу по аффилированию «Литературной газеты» В 1997—1998 годах Константин Костин — председатель совета директоров ЗАО «Издательский дом „Литературная газета“». С 1998 года — председатель совета директоров газеты «Рекламный мир».

### «Союз»
В марте 1993 года стал соучредителем рекламного агентства «Бюро общественных связей „Союз“», в 1993—1994 годах — его президент.
В начале 1996 года БОС «Союз» как одно из восьми крупнейших российских рекламных агентств того времени получило статус аккредитованного при ИД «Коммерсантъ» и эксклюзивные условия по размещению рекламы. Костин как руководитель БОС «Союз» прокомментировал создание картеля
Организовывал пиар-сопровождение многих региональных избирательных кампаний в России и на Украине. В частности, работал на выборах депутатов Верховной Рады Украины, на губернаторских выборах во Владимирской (Николай Виноградов), Псковской (Евгений Михайлов), Читинской (Равиль Гениатулин) областях и др. субъектах Российской Федерации.
В 2003 году обвинялся в оппозиционных СМИ в организации работы по дискредитации КПРФ в пользу «партии власти» с подачи Владислава Суркова. В частности, ресурс АПН.ру Станислава Белковского писал тогда со ссылкой на неназванный «источник в российских спецслужбах», что 33-летний политтехнолог Константин Костин назначен руководителем соответствующей специальной оперативной группы администрации президента. Однако есть и иная версия событий
После публикации в газете «Известия» в июне 2005 года «Письма 50-ти» — обращения деятелей культуры, науки, представителей общественности в связи с приговором, вынесенным бывшим руководителям НК «ЮКОС», с осуждением попыток придать политический характер делу ЮКОСа — некоторые СМИ приписали авторство текста Константину Костину. Сам он отрицал своё участие в его подготовке. Среди подписавших «Письмо 50-ти» — Станислав Говорухин, Александр Калягин, Александр Розенбаум, Анастасия Волочкова, Алина Кабаева и др.
Лидер внесистемно-оппозиционной НБП Эдуард Лимонов в 2005 году отзывался о БОС «Союз» как о «самом циничном и самом прокремлёвском пиар-агентстве». А журнал «Власть» в 2007 году, характеризовал «Союз» так

У каждого из заместителей Суркова… есть своя маленькая контора, не имеющая никакого формального отношения к госструктурам и финансируемая не государством… У Костина (Константин Костин, заместитель руководителя ЦИК «Единой России». — «Власть») — пиар-агентство «Союз».

### «Система»
С июня 1998 по 1999 год — директор департамента по экономике и управлению проектами концерна СМИ и рекламы ОАО «Системы масс-медиа» АФК «Система» Владимира Евтушенкова.
В дальнейшем стал советником Владислава Суркова.

### «Единая Россия»
С мая 2005 года президиумом генсовета «Единой России» по рекомендации Суркова утверждён на должность зампредседателя ЦИК партии в качестве ответственного за пиар ЕР. Костин сменил в этом амплуа Владимира Мединского. Среди достоинств Костина член президиума генсовета партии Валерий Драганов называл невовлечённость Костина в публичную политику, неангажированность и способность сосредоточиться «на том, что присуще любому ЦИКу — технология, менеджмент, управление ресурсами». Костин оставил должность в сентябре 2007 года.
На посту зампредседателя ЦИК ЕР Костин, в частности, был причастен к ребрендингу «Молодёжного единства» в «Молодую гвардию Единой России». Костин объяснил смену названия движения его неактуальностью: «партии „Единство“ уже давно не существует». «Коммерсантъ» писал в 2006 году, что как советник Суркова Костин обладал широкой свободой действий, в особенности в продвижении образа «суверенной демократии», а также доступа к СМИ «лиц» партии.
В 2007 году был замечен оппозиционными изданиями в работе против Антона Бакова (СПС).

### Администрация президента
В июне 2008 года Константин Костин сменил Алексея Чеснакова на посту заместителя начальника управления внутренней политики Президента Российской Федерации Оппозиционный политолог Владимир Прибыловский оценил назначение так.

Чеснаков покровительствовал наиболее грубым методам обработки общественного мнения и давления на оппозицию, а Костин в этом смысле как бы чуть-чуть помягче.

В числе прочего, Костин работал на своём посту с региональными политэлитами курирует ряд СМИ, в том числе сетевых. По оценке гендиректора Центра политической информации Алексея Мухина, это подразделение

… всегда было и будет самым главным управлением в Администрации президента, на него замкнуты практически все отрасли и все проекты, которые реализует Администрация президента.

25 августа 2008 года президентским распоряжением получил благодарность президента России за большой вклад в развитие институтов гражданского общества и парламентаризма в Российской Федерации.
По мнению издания «Газета.Ru», Костин также являлся куратором партии «Единая Россия» от администрации президента. Газета «Аргументы недели» сообщала, что при необходимости анонимного выступления в СМИ Костин, по инициативе Владислава Суркова, представляется как «информированный источник в Кремле» — в противовес пресс-секретарю президента России Наталье Тимаковой, выступающей как «высокопоставленный источник в Кремле».
12 сентября 2011 года указом президента России назначен начальником управления президента Российской Федерации по внутренней политике. Руководитель отдела внутренней политики газеты «Коммерсантъ» Глеб Черкасов в сентябре 2011 года после назначения Костина охарактеризовал его как «одного из ветеранов российской политтехнологий и российского рекламного рынка»
3 мая 2012 года указом президента России Константин Костин был награждён орденом «За заслуги перед Отечеством» IV степени как один из организаторов избирательной кампании по выборам в Госдуму РФ в декабре 2011 года.

### Фонд развития гражданского обществ
В мае 2012 года Константин Костин оставил пост в Администрации президента России, став создателем и возглавив в должности председателя правления негосударственный Фонд развития гражданского общества. Учредителями фонда выступили: Фонд «Российский общественно-политический центр», Автономная некоммерческая организация «Институт общественного проектирования», Общероссийская общественная организация малого и среднего предпринимательства «ОПОРА РОССИИ», Общероссийская общественная организация работников средств массовой информации «МедиаСоюз». Сам Костин обозначал основное направление деятельности возглавляемой им организации так:

Фонд будет заниматься изучением медиа и прикладными электоральными исследованиями: анализом, экспертной оценкой ситуации в регионах, мониторингом настроений в различных средах. Часть исследований будет публиковаться, часть будет носить закрытый характер.
Директор Фонда эффективной политики Глеб Павловский полагал, что Костин «служил одним из важных звеньев в связи Кремля с реальностью». Политтехнолог отмечал «невероятную работоспособность» главы новой структуры. Смысл же самого ФоРГО, по мнению Павловского, таков

Речь идёт об относительно независимой структуре, аффилированной тесно с управлением внутренней политики, но всё-таки не являющейся ею… Это создание какой-то предсказуемой и, надеюсь, профессиональной системы разработки и предвыборных, и вообще стратегий работы с объективной информацией.

После ухода из Кремля Костин продолжил напрямую работать с первым заместителем главы Администрации президента РФ Вячеславом Володиным в качестве советника. Костин – автор термина «национализация элит». С октября 2012 так стали официально называть и новый курс властей.
В 2016 году Константин Костин занял должность советника первого заместителя главы Администрации президента РФ Сергея Кириенко. В комментарии журналистам он охарактеризовал свою деятельность на этой должности следующим образом:

У руководителя внутриполитического блока есть некий набор консультативных органов, в том числе и вот этот институт советников на общественных началах, каждый из которых в рамках своих профессиональных компетенций и навыков оказывает в случае необходимости то или иное содействие.

В 2018 году упоминался в качестве координатора по работе с экспертным сообществом партии «Единая Россия».

## Классный чин
- С 4 января 2009 года — Действительный государственный советник Российской Федерации 3 класса[46].
- С 18 апреля 2010 года — Действительный государственный советник Российской Федерации 2 класса[47].
- С 30 ноября 2011 года — Действительный государственный советник Российской Федерации 1 класса[48].

## Политические взгляды
В 2006 году в интервью Евгении Альбац на радио «Эхо Москвы» Костин заявил

Я сам являюсь сторонником парламентской модели, но наша партия на сегодняшний день, на сегодняшнем этапе считает целесообразной именно президентскую модель…
Административный ресурс — он был всегда. Он был в 90-е гг. Я работал в штабе по выборам Б. Н. Ельцина — более циничного использования административного ресурса, более грязных манипулятивных технологий — их никогда больше не было.

В интервью «Коммерсанту» в том же году Константин Костин высказался о привлечении молодёжи в политику

Поощрение, в том числе и материальное, — неплохая идея. Многие эффективные демократии используют те или иные механизмы для стимулирования социальной активности населения — как на государственном, так и на партийном уровне. Подобные бюджетные строки есть в США и Германии. Причём людей не только поощряют, но и штрафуют — к примеру, за неучастие в выборах.

После проведения в Москве осенью 2006 года повторного «Русского марша» Константин Костин в интервью журналу «Русский Newsweek» предсказал снижение остроты проблемы этнонационализма

В следующем году этой политической силы вообще не будет. После такого провала второй попытки не бывает.

В мае 2012 года Константин Костин в интервью журналу «Эксперт» спрогнозировал развитие политической активности в России:

Начиная с 2014 года идёт череда очень непростых региональных выборов. И если наши оппозиционные деятели перейдут от заклинаний и устаревших лозунгов к реальной политической работе, прямо сейчас поймут, что это за регионы, и начнут действовать, то в 2014—2015 годах у них кое-где появятся хорошие шансы.

## Санкции
13 июня 2025 года внесён в санкционный список Канады лиц, которые по данным «Фонда борьбы с коррупцией», поддерживали нападение на Украину, либо извлекали выгоду от войны. Ранее «Фонд борьбы с коррупцией» внёс Костина в список коррупционеров и разжигателей войны как причастного к коррупционной схеме финансирования выборов провластных кандидатов, отмечая что после начала войны Костин «поддерживал политику российских властей и продолжал распространять российские пропагандистские нарративы оправдывающие агрессию».

## Собственность и доходы
Согласно официальным данным, доход Костина за 2011 год составил 3,87 млн рублей. Вместе с супругой Костину принадлежат 3 земельных участка, 3 квартиры, жилой дом и два легковых автомобиля.
В феврале 2023 года вышло опубликованное соратниками Алексея Навального расследование, согласно которому Костин с 2014 года владеет оформленной на супругу виллой в итальянской Тоскане площадью 300 м² с гостевым домом и верандой. В гараже стоит мерседес, купленный 7 октября 2022 года почти за 37 тысяч евро и итальянский кабриолет Fiat 124 за 25 тысяч евро.

## Частная жизнь
Супруга с 1993 года — Ольга Николаевна Костина, экс-политконсультант Михаила Ходорковского, позже советник мэра Москвы, глава управления по связям с общественностью правительства столицы.